# Chiripa (Pando)
Chiripa ist eine Ortschaft im Departamento Pando im Tiefland des südamerikanischen Andenstaates Bolivien.

## Lage im Nahraum
Chiripa liegt in der Provinz Federico Román und ist der fünftgrößte Ort im Cantón Eureka im Municipio Santos Mercado. Die Ortschaft liegt auf einer Höhe von 127 m am linken, nördlichen Ufer des Río Negro mündet, der flussabwärts in den Río Abuná mündet.

## Geographie
Chiripa liegt im bolivianischen Teil des Amazonasbeckens in der nördlichen Ecke des Landes nahe der Grenze zu Brasilien.
Die mittlere Durchschnittstemperatur der Region liegt bei 26 °C und schwankt nur unwesentlich zwischen 25 °C im Mai und 27–28 °C von Dezember bis Februar (siehe Klimadiagramm Riberalta). Der Jahresniederschlag beträgt etwa 1300 mm, bei einer ausgeprägten Trockenzeit von Juni bis August mit Monatsniederschlägen unter 20 mm und einer Feuchtezeit von Dezember bis Januar mit Monatsniederschlägen von mehr als 200 mm.

## Verkehrsnetz
Chiripa liegt in einer Entfernung von etwa 300 Kilometern Luftlinie nordöstlich von Cobija, der Hauptstadt des Departamentos.
Chiripa ist nicht auf dem Landweg über befestigte Straßen von Cobija aus zu erreichen. Die Ortschaft liegt in dem feuchten flachwelligen Gelände zwischen dem nördlich gelegenen Río Abuná und dem südlich gelegenen Río Orthon. Die Anlage von befahrbaren Pisten, erst recht von befestigten Straßen ist in dieser Region sehr aufwändig.
Chiripa ist über eine Piste vorbei an den Ortschaften Reserva und Democracia mit der 71 Straßenkilometer südwestlich am Río Orthon gelegenen Ortschaft Humaitá verbunden.

## Bevölkerung
Die Einwohnerzahl des Ortes ist bei der letzten Volkszählung von 2012 mit 148 Einwohnern angegeben, von vorherigen Volkszählungen liegen auf Grund der geringen Ortsgröße keine statistischen Daten vor:
| Jahr | Einwohner         | Quelle       |
| ---- | ----------------- | ------------ |
| 1992 | keine Detaildaten | Volkszählung |
| 2001 | keine Detaildaten | Volkszählung |
| 2012 | 148               | Volkszählung |
| 2024 |                   | Volkszählung |